# Epifanie

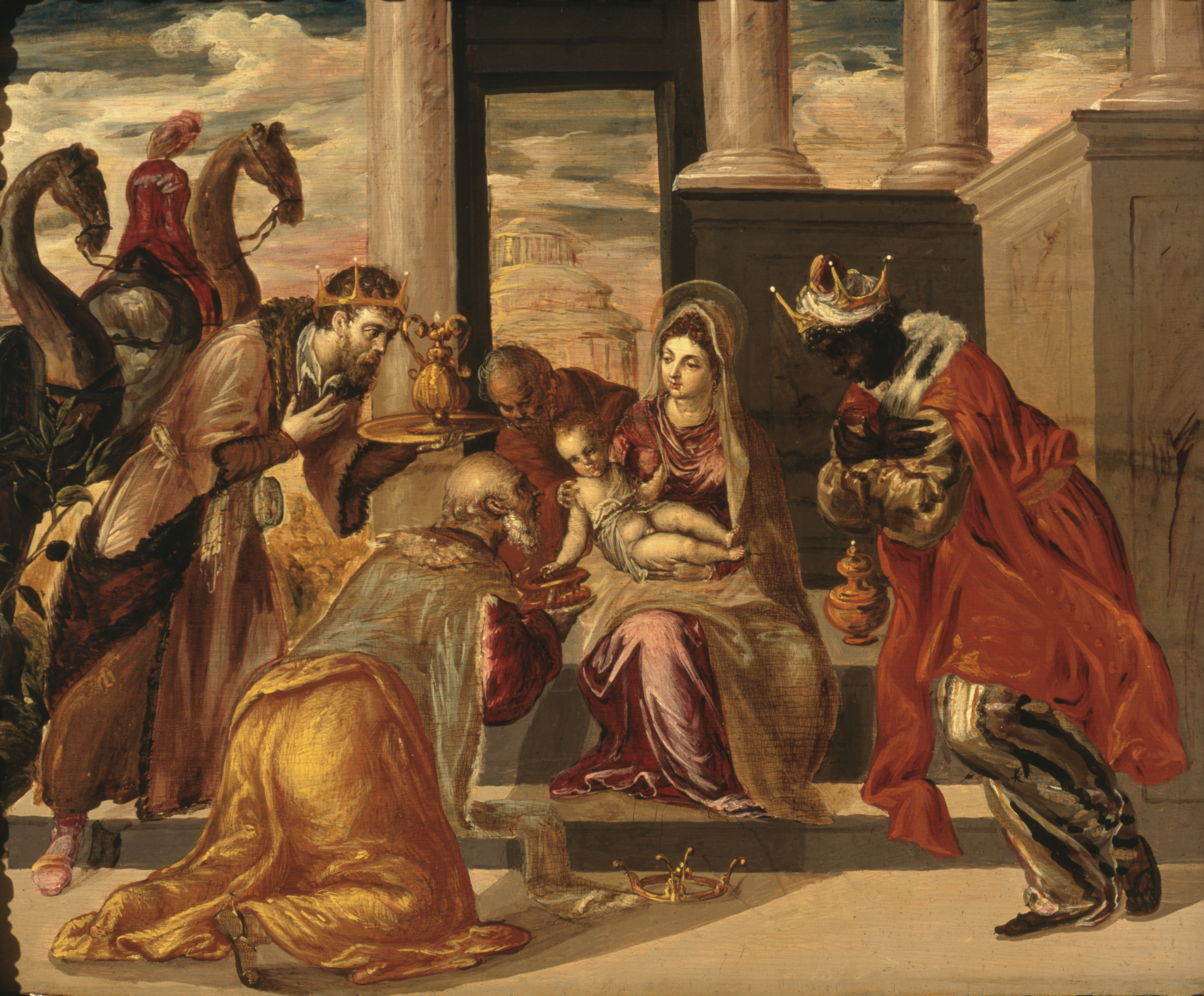
El Greco, Klanění tří králů, 1568, Museo Soumaya, Mexico City

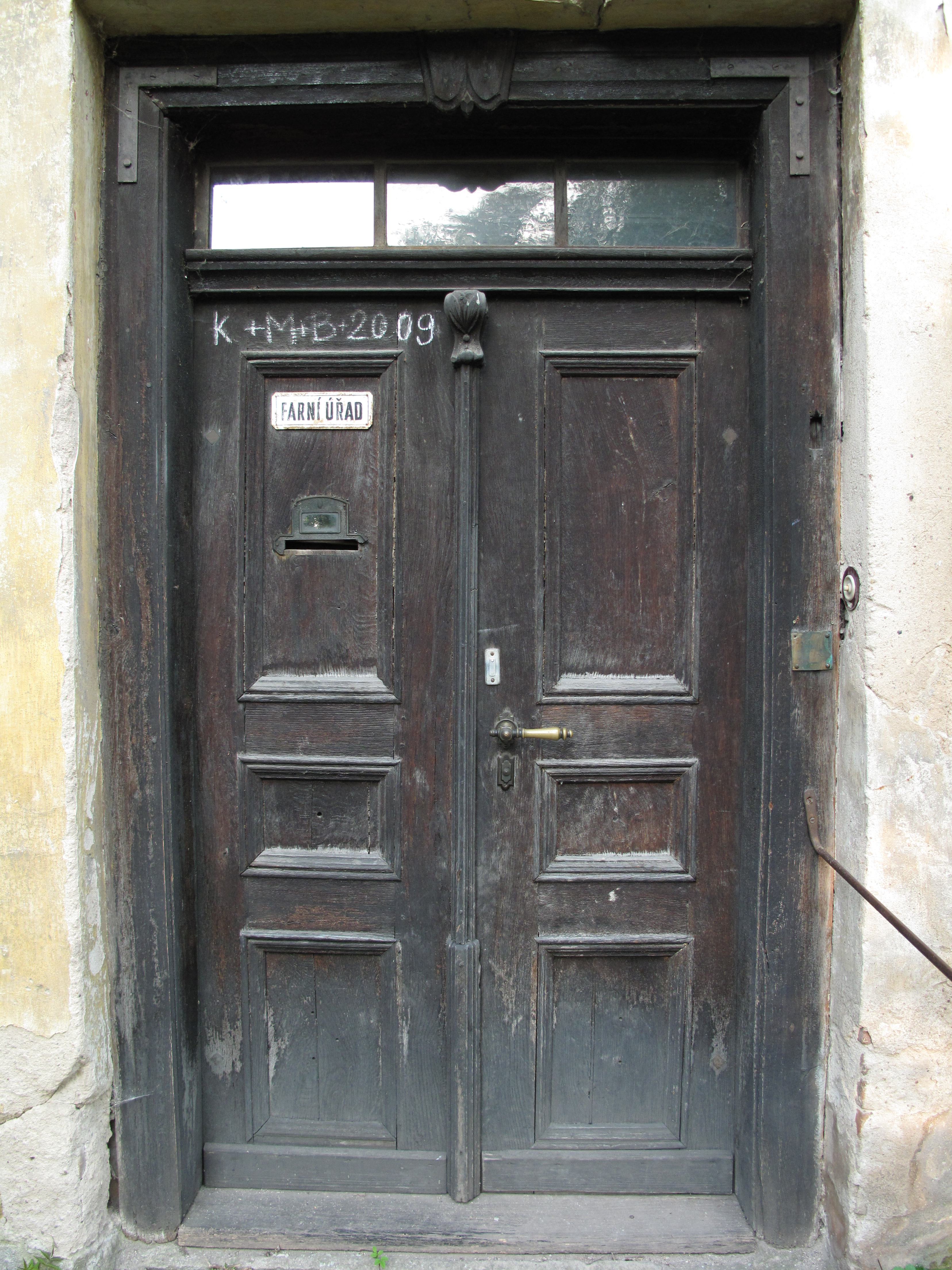
Požehnání na dveřích fary ve Lstiboři, okres Kolín

Epifanie (řecky ἐπιφάνεια epi-faneia, objevení, zjevení) znamená zjevení božstva nebo příchod panovníka, uctívaného jako božstvo, do měst své říše. V křesťanství označuje zjevení se Ježíše Krista jako Boha a spasitele, které se slaví 6. ledna. Na západní církvi se na Epifanii, Zjevení Páně neboli svátek Tří králů připomíná klanění mudrců z východu narozenému Kristu a původně jí vrcholily oslavy adventu; teprve později se prosadil důraz na svátek Kristova narození. V ortodoxní církvi se používá spíše názvu teofanie (zjevení Boha) a připomíná se Kristův křest. Třetí epifanií je svatba v Káně.

## Slavnost Zjevení Páně
Slavnost Zjevení Páně, svátek Tří králů nebo též Epifanie (latinsky epiphania Domini) je křesťanský svátek, který připomíná sebesdělení či sebezjevení Boha lidstvu v osobě Ježíše Krista. Svátek má svůj původ ve východní liturgické tradici a je v něm zahrnuta též oslavu křtu Ježíšova, klanění mudrců v Betlémě a první zázrak v Káně Galilejské. Svátek slaví církev 6. ledna. Svátek Tří králů je považován za den, kterým je daného roku ukončeno vánoční období. V římskokatolické církvi však doba vánoční končí až následující nedělí, kdy se slaví svátek Křtu Páně. Liturgická barva je bílá.
Název Tři králové je z lidové tradice, že příchozí byli králové či velmožové daleké země na Východě. Původní text Nového Zákona obsahuje slovo mágoi, což se překládá jako mudrci, vědoucí, rádci.

### Historie
První zmínku o tomto svátku lze nalézt už ve 3. století v 1. knize Strómateis sv. Klémenta Alexandrijského (Strom. I, 21, 45). Zmiňuje se o gnostické sektě basilidiánů, kteří 6. ledna slavili Kristův křest v Jordáně. Podle jejich chápání teprve křtem se zrodil Ježíš jako Boží syn. Órigenův výčet svátků (Contra Celsum VIII, 22) tento svátek neuvádí. První výslovná zmínka o církevním svátku pochází z roku 361 u Ammiana Marcellina. Východní církev ustanovila 6. leden jako den oslavy Ježíšova narození možná pod vlivem výše zmíněné oslavy gnostiků nebo jako protiváhu svátku, Který se slavil v Alexandrii. V noci z 5. na 6. ledna se slavilo zrození boha Eóna. Obřadně se nabírala a uchovávala voda z Nilu a též byla rozšířená pověra, že 6. ledna se některá vodní zřídla mění v prameny vína. Uvedené skutečnosti mohou vysvětlovat, proč východní křesťané začali 6. ledna záhy spojovat nejen s narozením Páně, ale i s jeho křtem a prvním zázrakem v Káně, kdy proměnil vodu ve víno. J 2, 7–10 (Kral, ČEP)
Ve 4. století došlo k vzájemnému převzetí svátku Kristova narození mezi Východem a Západem a jakémusi přeskupení oslavovaných událostí. Východní církev do té doby slavící 25. prosince příchod mudrců, převzala od západu datum slavení Kristova narození a přesunula ho z 6. ledna na 25. prosince. Slavení obou událostí spojila v jeden den.
Západní církev převzala od Východu slavení příchodu mudrců, avšak stanovila jeho svátek na 6. leden a spojila ho se křtem Páně a Prvním zázrakem v Káně tedy Epifanií. Tři svatí králové především ve středoevropském prostoru začali silně vystupovat do popředí až po přenesení jejich údajných relikvií z Milána do Kolína nad Rýnem v roce 1164. Od té doby se svátek Tří králů stal synonymem pro Epifanii a v lidové zbožnosti začal být tento den chápán (liturgicky nesprávně) jako svátek svatých namísto svátku Páně.
Východní církve si podržela původní význam svátku důrazem na skutečnost, že Ježíš byl rozpoznán jako Mesiáš a druhá osoba Nejsvětější Trojice při svém křtu v řece Jordánu. Pro východní církev, která svátek označuje také jako svátek Teofanie (řecky θεοφάνεια theofaneia), je jedním z dvanácti velkých svátků liturgického roku.

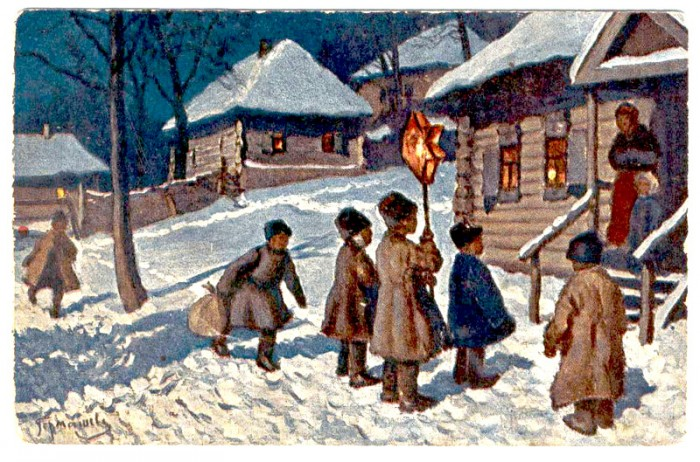
Koledníci, Německo.

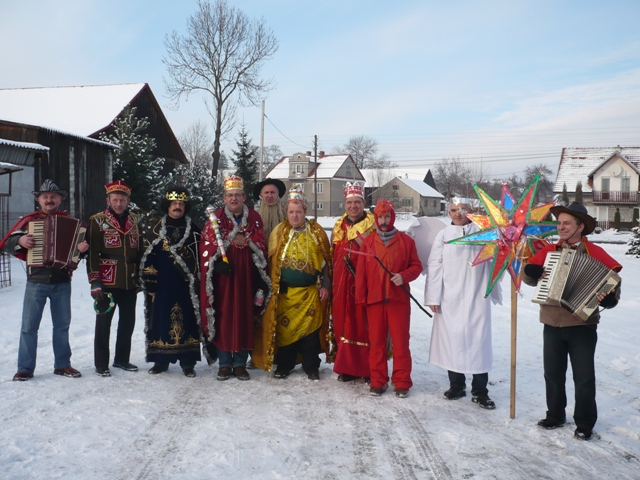
Koledníci, Polsko.

### Zvyklosti
V západní církvi se v tento den žehná voda, kadidlo, předměty ze zlata a křída. V některých oblastech je zvykem žehnat příbytky – kropit požehnanou vodou, vykuřovat kadidlem a dveře označovat křídou písmeny s třemi křížky K † M † B †  (příp. C † M † B †, nebo † C † M † B), za kterými následuje letopočet. Písmena jsou iniciály jmen tří králů (Kašpara, Melichara a Baltazara), bývají také vykládána jako zkratka věty latinsky Christus mansionem benedicat („Kristus ať žehná (tento) příbytek“).
Ve východní církvi je zvykem před božskou liturgií provést tzv. žehnání vody, tj. pláže, přístavu, řeky, jezera apod.
V Irsku je tento den nazýván někdy též „malé Vánoce“, v Itálii se z názvu svátku vyvinulo jméno stařeny, která roznáší dětem vánoční dárky – Befana. Ve Španělsku, na Kubě a v některých latinskoamerických zemích se den nazývá El Día de los Reyes (den Králů) nebo Navidad de Negros (černošské Vánoce).
V roce 2000 navázala Česká katolická charita (od roku 2006 Charita Česká republika) na starou tradici tříkrálových koled (tj. 6. ledna) pořádáním Tříkrálové sbírky. První sbírka se konala na Moravě, na území olomoucké arcidiecéze. Od následujícího roku sbírka zahrnula celé území České republiky.